# Thomas Andrews
Thomas Andrews (7. februar 1873 – 15. april 1912) var chefkonstruktør i Harland & Wolff, selskabet som byggede RMS Titanic. Andrews tegnede Titanic, og kendte til alle detaljerne på skibet. På jomfruturen var han med for at kontrollere, at alt var som det skulle på skibet og notere fejl. 
Da Titanic sank, vidste han bedre end nogen anden hvornår skibet ville synke. Han opfordrede derfor så mange som mulig til at tage redningsveste på og gå i redningsbådene. Men hvad som hændte med ham selv, var der ingen der vidste. Nogle har fortalt, at de så ham i rygesalongen på 1. klasse, og andre siger de så ham kaste stole ned til de som lå i vandet, så de kunne få noget at flyde på. Thomas Andrews var en af mange helte, den nat, hvor Titanic sank.